# Лицей № 49 (Калининград)
Муниципальное автономное общеобразовательное учреждение Лицей № 49 имени В. В. Бусловского —  общеобразовательное учреждение города Калининграда.

## История
Школа № 49 открылась 1 сентября 1966 года. Начиная с 1990 года в школе формировались экспериментальные профильные классы. В первый год это были медицинский и экономический классы, в 1992 году — юридический и филологический, в 1993 — театральный, а в конце 90-х годов и начале нового века — класс сервиса и туризма, военно-морской класс и класс информационных технологий.
В 1996 и 1997 году школа удостаивалась титула «Школа года», а в 1997 году её директор Людмила Григорьевна Осипова получила звание «Директор года».
С 2001 года лицей носит имя трёхкратного кавалера ордена Мужества Вилория Бусловского. В 2007 году в лицее открылся музей Бусловского.

## Учебный процесс
На начало 2010 года в лицее обучались 1685 человек, это в два раза больше чем в других школах города. В лицей одновременно набирают шесть первых классов, ежегодное количество выпускников достигает 200 человек.

## Преподавательский состав
Количество учителей в 2005—2006 учебном году — 147 человек. 
- награждены (орденами, медалями) — 4 человека,
- имеют почётное звание «Заслуженный учитель РФ» — 9 человек, в 2011 г. этого звания была удостоена Ольга Алексеевна Жизневская, учитель английского языка[5].
- имеют почётное звание «Заслуженный работник культуры» — 2 человека,
- имеют нагрудные знаки и др. — 38 человек,
- имеют 2 квалификационную категорию — 16 человек,
- имеют 1 квалификационную категорию — 28 человек,
- имеют высшую квалификационную категорию — 83 человека,
- кандидатов педагогических наук (из числа основных работников школы) — 4 человека.

### Администрация
Директор — Милорадова Ольга Владимировна.

## Финансирование
В школе с 1991 года работает попечительский совет. Совет определяет размеры добровольных пожертвований и куда они будут потрачены. Основная часть средств расходуется на оплату услуг охранной фирмы, обеспечивающей безопасность детей, закупки охранного оборудования и т. д. Также средства, собранные в виде добровольных пожертвований, идут на проведение праздников, покупку подарков детям из малоимущих семей и их пребывание в летнем пришкольном лагере, стипендии ученикам — победителям олимпиад.

## Успехи
Лицей № 49 — самое крупное общеобразовательное учреждение в регионе. Учёба в нём является престижной: так, именно в лицее № 49 учились дети губернатора Калининградской области Г. В. Бооса (после окончания срока полномочий семья Бооса уехала в Подмосковье) и самого богатого человека Нестеровского района, причём последнего не остановило даже то, что его дочь должна ради этого ездить за 140 километров от дома. Также там обучалась внучка первого всенародно избранного мэра г. Калининграда — И. И. Кожемякина, он же лично открывал линейку в 1997 г.
Начиная с 1999 года лицей № 49 неоднократно входил в число ста лучших школ России согласно рейтингу журнала «Карьера» в число лучших лицеев и в число ста лучших школ России, а также в составляемый этим журналом список лучших лицеев страны. В 2010 году лицей вошёл в десятку лучших по результатам ЕГЭ по русскому языку.
За последние 3 года около 70 обучающихся стали победителями и призёрами II, III и IV этапов Всероссийских олимпиад по русскому языку, литературе, физике, химии, английскому и немецкому языку, биологии, математике, истории, обществознанию, праву, географии. Среди них Васильев А. и Жевленев Е. — победители Всероссийского (IV) этапа по физике и химии.
Ежегодно до 100 % выпускников поступают в вузы, причем от 60 % до 95 % по профилям лицейского образования.

## Традиции школы
За годы существования в школе сложились традиции, основными из которых можно считать следующие:
- для педагогического коллектива характерно острое чувство нового, желание и умение идти вперед, совершенствовать своё профессиональное педагогическое мастерство, творческий поиск (все годы существования школы она являлась и является базовой школой КОИПК и ПРО, на базе которой систематически проводились и проводятся семинары для учителей и руководителей школ города и области; является базовой школой БФУ им. Канта, а в данный момент лицеем при университете),
- атмосфера тепла, дружелюбия, взаимопонимания, демократизма, открытость характеризуют взаимоотношения как в коллективе педагогов, так и всех участников образовательного процесса (учеников, родителей, коллег из других школ);
- ключевыми словами, характеризующими деятельность школы, являются слова «творчество», «сотрудничество», «профессионализм»;
- школу отличает умение многие годы работать без второгодников и без правонарушителей, состоящих на учёте в ИДН,
- разумное сочетание традиционных подходов в обучении и воспитании с инновационной деятельностью, одним из «коньков» лицея является профильное обучение. В лицее действуют кафедры и факультеты[11];
- традиции патриотического воспитания[2];
- проведение на высоком уровне коллективных творческих дел и традиционных праздников («Посвящение в лицеисты», «Звезда лицея», «Марафоны знаний» и др.);
- существование школьной прессы (как стенной печати, так и многотиражной газеты «Провода» с почти 10-летней традицией); газета «ПровоДа» заняла I место во Всероссийском конкурсе на лучшую школьную газету[12]. В настоящее время в лицее выпускается четыре газеты;
- функционирование демократической системы управления лицеем, наличие совета лицейских классов, который существует с 1990 года;[13]
- ежегодное проведение научно-практических конференций педагогов лицея с целью обобщения передового опыта с последующим опубликованием в научно-методических лицейских сборниках;
- сохранение преемственности всех ступеней обучения, наличие ряда сквозных программ для осуществления этого рода деятельности;
- непрерывность получения образования на всех ступенях, в том числе в системе «школа-вуз»;
- связь с ветеранами педагогического труда, ушедшими на пенсию из лицея, материальная поддержка их (по мере возможности)[14];
- в школе существуют учительские и многочисленные ученические династии.
- в лицее проводится фестиваль любительских фильмов, снятых школьниками 49-й кадр[15].

В городе хорошо известен театральный класс лицея, в котором с 1994 учат будущих артистов. Ранее руководителем класса был режиссёр Борис Иосифович Бейненсон. Почти все выпускники этого класса поступают в театральные вузы. Многие ученики Бейненсона уже достаточно известны: сестры Татьяна и Ольга Арнтгольц, Артем Ткаченко, Игорь Гудеев, Сергей Друзьяк, Тихон Жизневский. Впоследствии театральный класс возглавил Александр Валерьевич Вишневский.